# Dipartimento di Fouli
Il dipartimento di Fouli è un dipartimento del Ciad facente parte della provincia del Lago. Ha come capoluogo la città di Liwa.

## Comuni
Il dipartimento comprende i seguenti comuni:
- Liwa
- Daboua
- Kaiga-Kindjiria